# 2,3-Dimethylbuttersäuremethylester
2,3-Dimethylbuttersäuremethylester ist eine chemische Verbindung aus der Gruppe der chiralen aliphatischen Carbonsäureester. Es handelt sich um den Methylester der 2,3-Dimethylbuttersäure.

## Vorkommen
Die Verbindung findet sich als flüchtige Komponente im Gießkannenschimmel Emericella nidulans und in Holzfäule.

## Darstellung
Aus 2,3-Dimethylbuttersäure kann der Methylester entweder mit Thionylchlorid und Methanol über das entsprechende Säurechlorid dargestellt werden oder direkt mit Diazomethan. Ein alternativer Zugang ist die Hydrocarboxylierung von 2-Methyl-2-buten mit Methanol und Kohlenstoffmonoxid unter Zuhilfenahme eines Palladium-Katalysators. Hierbei wird ein Isomerengemisch der Titelverbindung mit einer größeren Menge 4-Methylpentansäuremethylester sowie Spuren von 3-Methylpentansäuremethylester erhalten, das dann noch aufgetrennt werden muss. Beim Versuch enantioselektiver Synthese mit (−)-DIOP als chiralem Liganden im katalytischen Komplex wurde dabei nur ein sehr geringer Enantiomerenüberschuss beobachtet.

## Reaktionen
Die Einführung eines weiteren α-ständigen Substituenten gelingt nach Deprotonierung der schwach CH-aciden Position mit Lithiumdiisopropylamid durch Umsetzung mit dem entsprechenden Alkylhalogenid, vorteilhafterweise mit vorheriger Fixierung der Endiolform mit Trimethylsilylchlorid als Trimethylsilylenolether. Auf diesem Wege können stark verzweigte Koch-Säureester wie 2-Isopropyl-2,3-dimethylbuttersäuremethylester dargestellt werden. Bei Umsetzung des Carbanions mit Bromacetonitril entsteht zu etwa gleichen Teilen 2-Brom-2,3-dimethylbuttersäuremethylester und ein Cyanoester. Aus letzterem kann mit Natriumborhydrid in Gegenwart katalytischer Mengen Cobalt(II)-chlorid-Hexahydrat das γ-Lactam 3-Isopropyl-3-methyl-2-pyrrolidinon erhalten werden.
Mit Grignad-Reagenzien können aus 2,3-Dimethylbuttersäuremethylester 1,1-substituierte 2,3-Dimethylbut-1-ene wie das unsymmetrische Diphenylalken 1,1-Bis-(p-methoxyphenyl)-2,3-dimethylbut-1-en dargestellt werden.